# Antônio Rodrigo Nogueira
Antônio Rodrigo Nogueira (ur. 2 czerwca 1976 w Vitória da Conquista) – brazylijski zawodnik BJJ i mieszanych sztuk walki w latach 1999-2015, były mistrz PRIDE FC i tymczasowy mistrz UFC w wadze ciężkiej. Członek Galerii Sław tej drugiej.
Nie należy go mylić z jego bratem bliźniakiem Antônio Rogério Nogueirą, który również jest zawodnikiem MMA (w wadze półciężkiej).

## Wypadek
W wieku niespełna 10 lat uległ poważnemu wypadkowi, gdy potrącił go, a następnie przejechał po nim samochód ciężarowy. W jego wyniku Nogueira doznał złamania obu nóg, kilku żeber oraz zagrażających życiu rozległych obrażeń narządów wewnętrznych. Przez 11 miesięcy był hospitalizowany oraz przeszedł szereg operacji, w trakcie których musiano usunąć mu część wątroby i jedno żebro. Mimo to powrócił do pełni zdrowia.

## Kariera sportowa
W wieku 4 lat rozpoczął trenować judo, a od 14. roku życia również boks. Gdy miał 18 lat podjął treningi brazylijskiego jiu-jitsu (BJJ), zdobywając później w tej dyscyplinie medale mistrzostw kraju, Ameryk i świata.

### Mieszane sztuki walki
W 1999 roku, po wywalczeniu 3. miejsca na mistrzostwach świata w BJJ w kategorii absolutnej, rozpoczął starty w mieszanych sztukach walki. Dwie pierwsze walki stoczył w USA, obie wygrywając przez poddanie. Przez następnych 7 lat jego kariera była jednak związana z Japonią. Zadebiutował tam w październiku 1999 roku, gdy wystartował w turnieju organizacji RINGS pod nazwą King of Kings 1999 Tournament. Doszedł w nim do finału, pokonując po drodze trzech rywali. Zmierzył się w nim 26 lutego 2000 roku w Tokio z amerykańskim zapaśnikiem Danem Hendersonem. Nogueira przegrał przez niejednogłośną decyzję sędziów, doznając pierwszej porażki w karierze MMA.
Na przełomie 2000 i 2001 roku wziął udział w kolejnej edycji turnieju King of Kings. Tym razem go wygrał, w finale pokonując Holendra Valentijna Overeema przez duszenie trójkątne rękami. Był to ostatni występ Nogueiry w RINGS, bowiem wkrótce potem podpisał kontrakt z konkurencyjną organizacją Pride Fighting Championships.

#### PRIDE FC
W swoich dwóch pierwszych walkach pokonał przez duszenie trójkątne nogami Gary’ego Goodridge'a i Marka Colemana, dzięki czemu otrzymał szansę walki o nowo ustanowione mistrzostwo organizacji w wadze ciężkiej. Zmierzył się o nie 3 listopada 2001 roku, podczas gali PRIDE 17 w Tokio z Amerykaninem Heathem Herringiem. Nogueira wygrał przez jednogłośną decyzję sędziów, zostając pierwszym mistrzem PRIDE FC w wadze ciężkiej. Przez następne 1,5 roku był niepokonany w 5 walkach, wygrywając przed czasem przez techniki parterowe m.in. z Bobem Sappem, Semmym Schiltem i Danem Hendersonem.
16 marca 2003 roku podczas PRIDE 25 w Jokohamie bronił mistrzostwa przeciwko Fiodorowi Jemieljanience. Nogueira był faworytem, jednak to pretendent wyraźnie przeważał w trakcie całej walki, również w uważanym za domenę Brazylijczyka parterze. Ostatecznie Rosjanin wygrał przez jednogłośną decyzję, zdobywając tytuł.
5 miesięcy po utracie mistrzostwa Nogueira zmierzył się z debiutującym w PRIDE Ricco Rodriguezem (byłym mistrzem UFC). Amerykanin zdołał trzykrotnie obalić Brazylijczyka i przez większą część walki utrzymywał dominującą pozycję w parterze, mimo to sędziowie przyznali jednogłośnie zwycięstwo Nogueirze. Werdykt ten wzbudził znaczne kontrowersje, więc PRIDE FC wydało oficjalne oświadczenie tłumaczące decyzję sędziów. Wyjaśniono w nim, że kryteria punktowania przyjęte przez organizację premiują zawodnika, który dąży do zakończenia walki przed czasem i z racji tego, że Nogueira wykonał wiele prób poddania przeciwnika, to jemu przyznano zwycięstwo.
Z powodu kontuzji Jemieljanienki, która wykluczyła go na dłuższy czas ze startów, władze PRIDE FC postanowiły zorganizować walkę o tymczasowe mistrzostwo w wadze ciężkiej (9 listopada 2003, PRIDE Final Conflict 2003). Zestawiono w niej dwóch głównych pretendentów − Nogueirę i Mirko "Cro Copa" Filipovicia. Chorwat wygrał pierwszą rundę, dominując w stójce (niemal równo z gongiem kończącym starcie doprowadził do nokdaunu rywala kopnięciem okrężnym w głowę), jednak w drugiej Brazylijczyk odwrócił losy pojedynku, gdy zdołał uzyskać szybkie obalenie i zakończyć walkę za pomocą dźwigni na staw łokciowy.
W 2004 roku wystartował w turnieju PRIDE Heavyweight Grand Prix, skupiającym najlepszych zawodników PRIDE w wadze ciężkiej. Pokonał w nim kolejno Hirotakę Yokiego, Heatha Herringa oraz Siergieja Charitonowa. W finale starł się po raz drugi w karierze z Jemieljanienką, a stawką było zunifikowane mistrzostwo w wadze ciężkiej. Jednak walkę, po przypadkowym zderzeniu głowami, w wyniku którego Rosjanin doznał rozcięcia na czole, przerwano i uznano za nieodbytą. Powtórzono ją 31 grudnia 2004 roku na gali Shockwave 2004 w Saitamie. Podobnie jak w 2003 roku, wygrał Jemieljanienko przez jednogłośną decyzję sędziów.
W 2005 roku Nogueira wystąpił tylko raz, gdy pokonał przez techniczny nokaut debiutującego w PRIDE polskiego judokę Pawła Nastulę. W następnym roku wziął udział w 16-osobowym turnieju PRIDE Openweight Grand Prix. Dotarł jedynie do półfinału, przegrywając w nim we wrześniu po zaciętym boju przez niejednogłośną decyzję z Joshem Barnettem. W grudniu, podczas Shockwave 2006 doszło pomiędzy nimi do rewanżu. Tym razem wygrał Nogueira przez jednogłośną decyzję. Była to jego ostatnia walka w PRIDE.

#### UFC
W 2007 roku podpisał kontrakt z amerykańską organizacją Ultimate Fighting Championship. Zadebiutował w lipcu, podczas gali UFC 73, gdy po raz trzeci wygrał z Heathem Herringiem. Następnie został wyznaczony do walki o tymczasowe mistrzostwo UFC w wadze ciężkiej (pod nieobecność skonfliktowanego z władzami organizacji mistrza Randy’ego Couture’a). Odbyła się ona 2 lutego 2008 roku w Las Vegas (UFC 81), a jego przeciwnikiem był były dwukrotny mistrz UFC, Tim Sylvia. Cięższy o ponad 10 kg Amerykanin był w pierwszej rundzie bliski wygranej przez nokaut, jednak ostatecznie uległ Nogueirze w trzeciej, gdy ten zmusił go do poddania się za pomocą duszenia gilotynowego. Brazylijczyk został tym samym pierwszym zawodnikiem MMA w historii, który zdobył mistrzostwo dwóch najważniejszych organizacji − PRIDE FC oraz UFC.
Tuż po walce z Sylvią Nogueira wyraził chęć zmierzenia się z Couture’em w pojedynku unifikacyjnym, jednak uniemożliwił to przedłużający się spór prawny Amerykanina z UFC. W grudniu Brazylijczyk bronił więc tymczasowego tytułu przeciwko Frankowi Mirowi. Przegrał przez TKO w drugiej rundzie, odnosząc pierwszą porażkę przed czasem w swojej karierze.
W następnych dwóch latach, trapiony kontuzjami, wystąpił jedynie dwukrotnie. W 2009 roku pokonał przez jednogłośną decyzję Randy’ego Couture’a (który wcześniej stracił tytuł na rzecz Brocka Lesnara), a w 2010 roku przegrał przez nokaut z przyszłym mistrzem Cainem Velasquezem. Po tej porażce poddał się serii zabiegów i operacji (więzadła krzyżowego i obydwu stawów biodrowych), które wyłączyły go z treningów i startów do połowy 2011 roku. Powrócił w sierpniu, aby wystąpić podczas gali UFC 134 w Rio de Janeiro (po raz pierwszy w swojej 12-letniej karierze MMA walczył w ojczystym kraju). Znokautował wtedy w pierwszej rundzie uznawanego za faworyta Brendana Schauba.
10 grudnia 2011 roku, na gali UFC 140 zmierzył się w rewanżu z Frankiem Mirem. Mimo szybkiego nokdaunu Amerykanina, zdołał on chwilę później przechwycić w parterze prawe ramię Nogueiry i założyć kimurę. Brazylijczyk zwlekał z odklepaniem i w rezultacie doznał skomplikowanego złamania kości ramiennej. 6 dni później przeszedł operację, w trakcie której kość złączono tytanową płytą i 16 śrubami. Do rywalizacji miał powrócić w planowanej na lipiec 2012 roku walce z Cheickiem Kongo, jednak przedłużająca się rehabilitacja po złamaniu ramienia wykluczyła jego udział w tym pojedynku. Do oktagonu powrócił 13 października na gali UFC 153, a przeciwnikiem jego był Amerykanin Dave Herman którego poddał dźwignią na staw łokciowy w 2. rundzie. Zwycięstwo Nogueiry zostało nagrodzone bonusem finansowym za "poddanie wieczoru".
Po zwycięstwie nad Hermanem zanotował trzy dotkliwe porażki kolejno z Fabrício Werdumem, Royem Nelsonem i Stefanem Struve. Miesiąc po przegranym pojedynku z tym ostatnim poinformował o zakończeniu swojej bogatej kariery zawodniczej.

## Osiągnięcia[10]

### Mieszane sztuki walki
- 2000: Mistrz World Extreme Fighting w wadze superciężkiej
- 2001: Fighting Network Rings – 1. miejsce w turnieju King of Kings
- Pride Fighting Championships:
  - 2001–2003: Mistrz PRIDE wagi ciężkiej
  - 2003: Tymczasowy mistrz PRIDE wagi ciężkiej
  - 2004: PRIDE Heavyweight Grand Prix – finalista turnieju
  - 2006: PRIDE Heavyweight Grand Prix – półfinalista turnieju
- Ultimate Fighting Championship:
  - 2008: Tymczasowy mistrz UFC wagi ciężkiej
  - 2016: Członek Galerii Sław UFC[11]

### Grappling
- Brazylijska Federacja Brazylijskiego Jiu-Jitsu (CBJJ):
  - 1996: Mistrzostwa Brazylii – 1. miejsce w kat. absolutnej (niebieskie pasy)
  - 1997: Mistrzostwa Brazylii – 3. miejsce w kat. superciężkiej (purpurowe pasy)
  - 1997: Mistrzostwa Świata – 2. miejsce w kat. superciężkiej (purpurowe pasy)
  - 1998: Mistrzostwa Brazylii – 1. miejsce w kat. superciężkiej (purpurowe pasy)
  - 1999: Mistrzostwa Panamerykańskie – 1. miejsce w kat. superciężkiej (brązowe pasy)
  - 1999: Mistrzostwa Panamerykańskie – 1. miejsce w kat. absolutnej (brązowe pasy)
  - 1999: Mistrzostwa Świata – 3. miejsce w kat. absolutnej (czarne pasy)